# Майя (кормилица)
Майя (егип. Mˁj3) — кормилица древнеегипетского фараона Тутанхамона в XIV веке до н. э. Её скальная гробница обнаружена в Саккарском некрополе в 1996 году.

## Биография
Майя носила титул «кормилица фараона», «воспитатель тела божественного» и «Великая из гарема». Её происхождение и родственные связи не известны. Кроме Тутанхамона, в надписях упоминаются главный кладовщик Рахотеп, верховный жрец Тота и писцы Тетинефер и Яхмос. Из-за сходства Майя с сестрой Тутанхамона Меритатон было высказано предположение, что обе египтянки идентичны.

## Гробница
Гробница Майи была обнаружена в 1996 году французским археологом Аленом Зиви и его командой на мемфисском некрополе Саккары в непосредственной близости от комплекса Бубастион, посвящённого богине Баст. Наружные стены из известняка оформлены четырьмя колоннами, а боковые стены у входа украшены яркими и хорошо сохранившимися надписями. Рельеф в первой камере гробницы изображает Майю, сидящую на стуле с Тутанхамоном на коленях, в окружении шести человек, чествующих юного фараона. На противоположной стене имеется сильно повреждённая сцена с изображением Майи перед фараоном. Вторая, более крупная камера была заполнена обломками и частично обгоревшими мумиями кошек. Второй зал посвящён обряду погребения кормилицы. Майя изображена в виде мумии, стоящей перед правителем загробного царства Осирисом, что связано с ритуалом отверзения уст. Третья камера, которая представляет собой зал с колоннами, также была заполнена обломками. Колонны украшены изображениями Майи. Из этого зала в нижнюю часть гробницы ведет вертикальный ход. В сердабе находится известняковый саркофаг с мумией кошки. Кладка позднего периода покрывает настенные росписи в третьей камере и включает несколько расписных колонн в стенах камеры. Стенная стела содержит рельефы и надписи.
В 2001 году команда исследователей приступила к изучению первого нижнего уровня гробницы, где также было обнаружено большое количество мумий кошек рядом с мумиями людей, вотивные предметы, статуи и саркофаги. Этот уровень использовался в поздние периоды истории гробницы. Здесь же осенью 2001 года был найден скелет льва без льняных пелён, с признаками мумификации, схожими с другими мумифицированными телами кошек в гробнице. Вероятно, этот лев жил и умер в период династии Птолемеев.
Второй нижний уровень исследован осенью 2002 года. Он оказался меньше предыдущего и не использовался повторно.
В декабре 2015 года гробница открыта для посещения туристами.